# HMS Suffolk (1765)
HMS Suffolk — 74-пушечный линейный корабль 3 ранга Королевского флота. Третий корабль, названный в честь графства Суффолк.

## Постройка
HMS Suffolk — единственный корабль, построенный по этому проекту. Заказан 8 января 1761 года. Строился по чертежам Уильяма Бэйтли. Спущен на воду 22 февраля 1765 года на частной верфи Randall.

## Служба
Участвовал в Американской революционной войне.
1779 год — июль капитан Кристиан (англ. Hugh Cloberry Christian); под флагом контр-адмирала Роули был во главе авангарда при Гренаде.
1780 год — апрель, был при Мартинике.
1782 год — сентябрь, был у мыса Спартель.
Участвовал во Французских революционных войнах.
1794 год — капитан Питер Реньер, Ост-Индия.
1796 год — в составе эскадры участвовал в оккупации голландских колоний Амбойна и Банда.
1799 год — капитан Малькольм (англ. Malcolm), Ост-Индия. Флагман Реньера, уже вице-адмирала.
Отправлен на слом и разобран в 1803 году.